# Bagnanti alla Grenouillère
Bagnanti a La Grenouillère è un dipinto a olio su tela (73x92 cm) di Claude Monet, datato 1869 e conservato nella National Gallery di Londra. È firmato e datato.

## Storia
Negli anni sessanta dell'Ottocento Monet era un pittore squattrinato ma con idee radicali che, con un gruppo di amici, diede origine a una pittura che confluirà presto nella corrente impressionista.
La sua poetica artistica era desiderosa di ritrarre l'istante nel quotidiano, lavorando all'aria aperta nei luoghi amati dalla piccola borghesia di cui faceva parte, come al ritrovo della Grenouillère, dove faceva il bagno nelle acque della Senna. Tale posto era chiamato "stagno delle rane" per la presenza di donne di facili costumi che rallegravano i visitatori parigini ed erano popolarmente soprannominate "rane" (Grenouilles). Qui l'artista, che nel 1869 passò le vacanze estive nelle vicinanze, piazzò il suo cavalletto con l'intento di trarre un bozzetto per un'opera di maggiori dimensioni, presentata poi senza successo al Salon del 1870 e successivamente perduta.
Quello che doveva essere il bozzetto, oggi alla National Gallery, venne poi firmato per essere venduto e fruttare qualche soldo: fa parte del gruppo dei primissimi dipinti impressionisti. I raggi X hanno dimostrato che l'opera richiese più di una seduta, con alcuni pentimenti: il lavoro venne sospeso e ricominciato capovolgendo la tela. Inoltre l'artista corresse, probabilmente nel suo studio, la posizione di alcune barche. Lo spirito della giusta "impressione" richiese dunque un lungo lavoro prima di essere catturato in modo soddisfacente.
Quello stesso anno alla Grenouillère lavorarono altri amici di Monet, tra cui Renoir (dipinto La Grenouillère oggi a Stoccolma). L'opera è entrata nel museo londinese nel 1979.

## Descrizione e stile
Sulle rive ombrose della Senna l'artista dipinse alcune barche di legno ormeggiate nei pressi di un paio di pontili. A sinistra alcune donne con abiti colorati e accollati rappresentano due signore "per bene", che si recavano in tale luogo per conversare, guardare e farsi guardare. A sinistra un uomo azzimato con giacca e cappello è avvicinato da due donne in costume da bagno, incuranti di farsi vedere così abbigliate in un luogo pubblico frequentato da uomini. Probabilmente stanno tentando un approccio amoroso, come sembrerebbe suggerire la posa civettuola di una di esse che si inclina poggiando una mano sui fianchi.
Queste figure stanno su un lungo pontile che portava a un isolotto e un bar galleggiante, come si vede in un dipinto dell'artista al Metropolitan Museum. Dietro di esso alcune veloci pennellate indicano un gruppo di teste, forse una lezione di nuoto.
Colpisce il contrasto tra le zone di luce ai lati e le barche scure in primo piano al centro, che occupano un buon terzo della tela. A sinistra la luce investe infatti un albero dalla folta chioma, a destra si riflette nell'acqua, col procedimento, diventato poi tipico, di usare pennellate rapide e informali, in modo da dare al dipinto un carattere più spontaneo rispetto alle convenzioni accademiche allora in uso. Per fare ciò l'artista aveva a disposizione alcune recenti innovazioni tecniche, come i pennelli piatti e squadrati che erano tenuti saldamente dalla ghiera metallica.

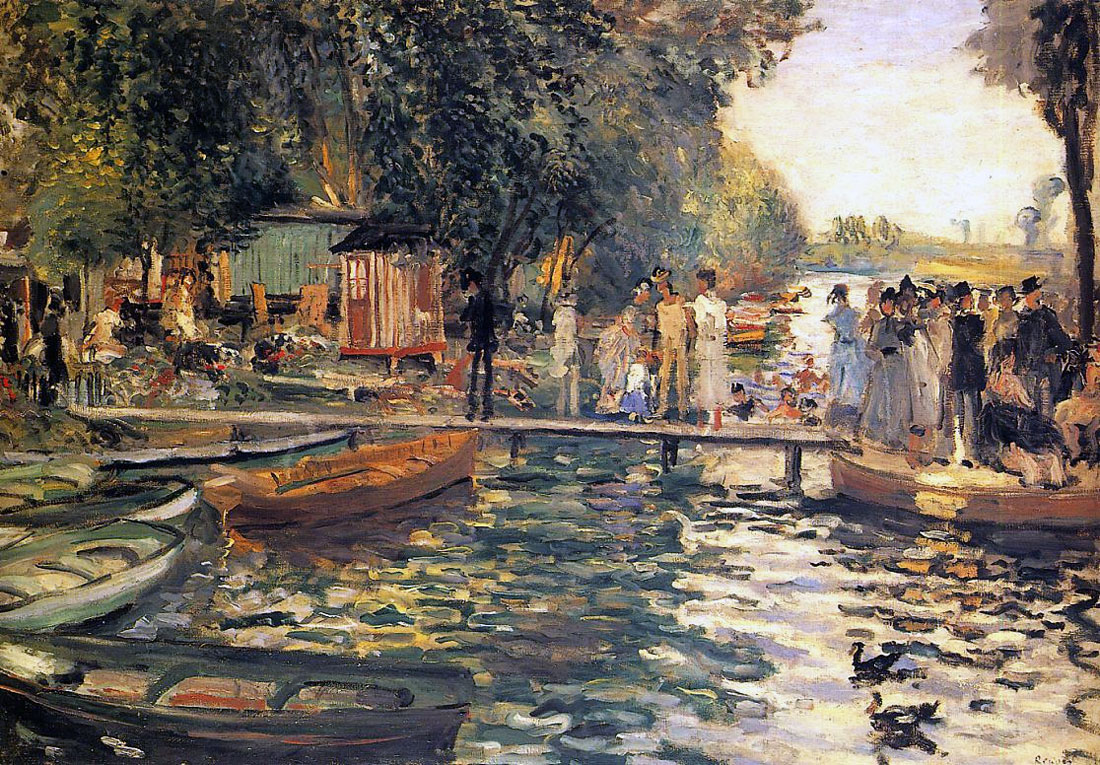
Renoir, La Grenouillère, Winterthur
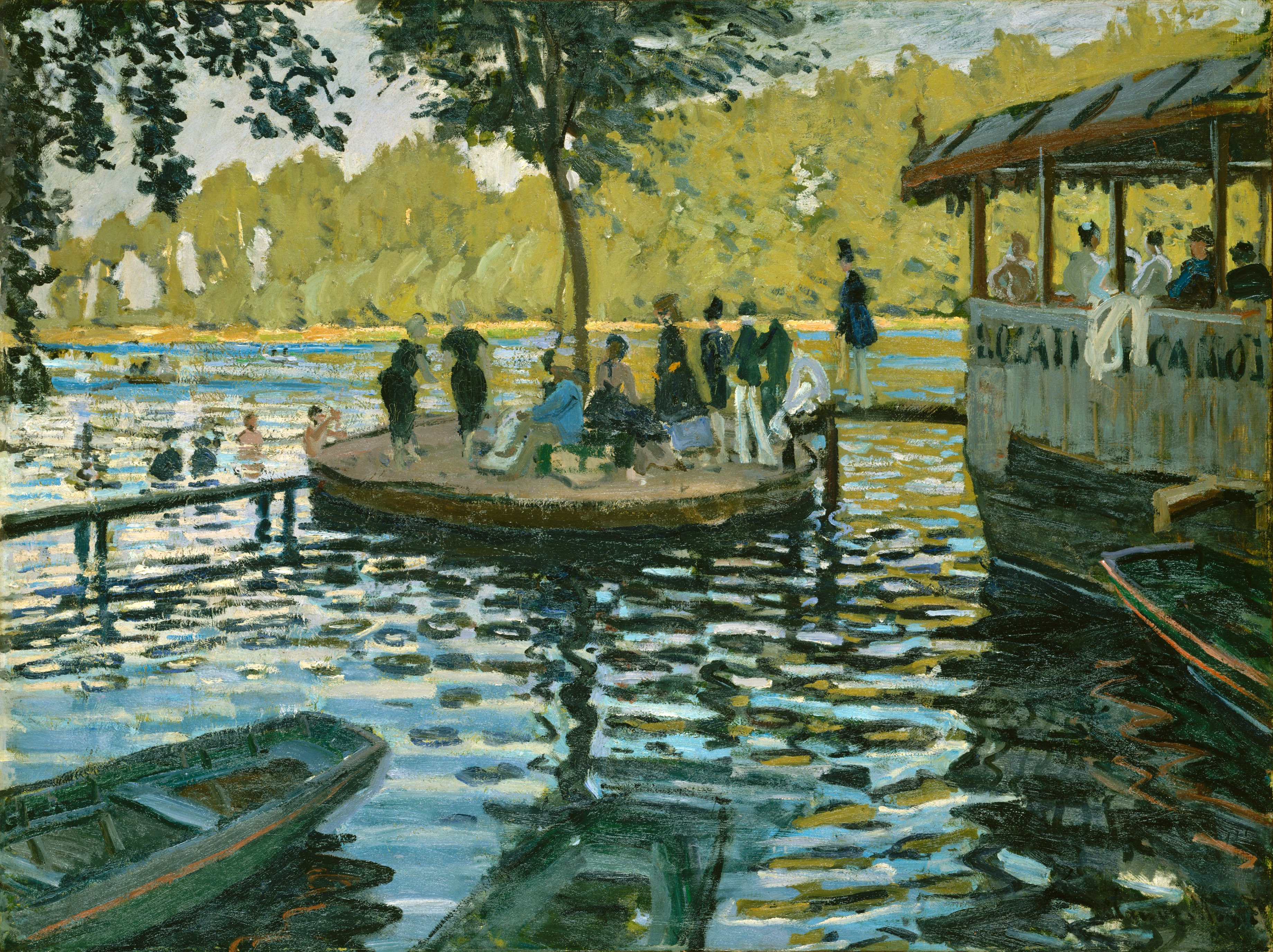
Monet, La Grenouillére, New York
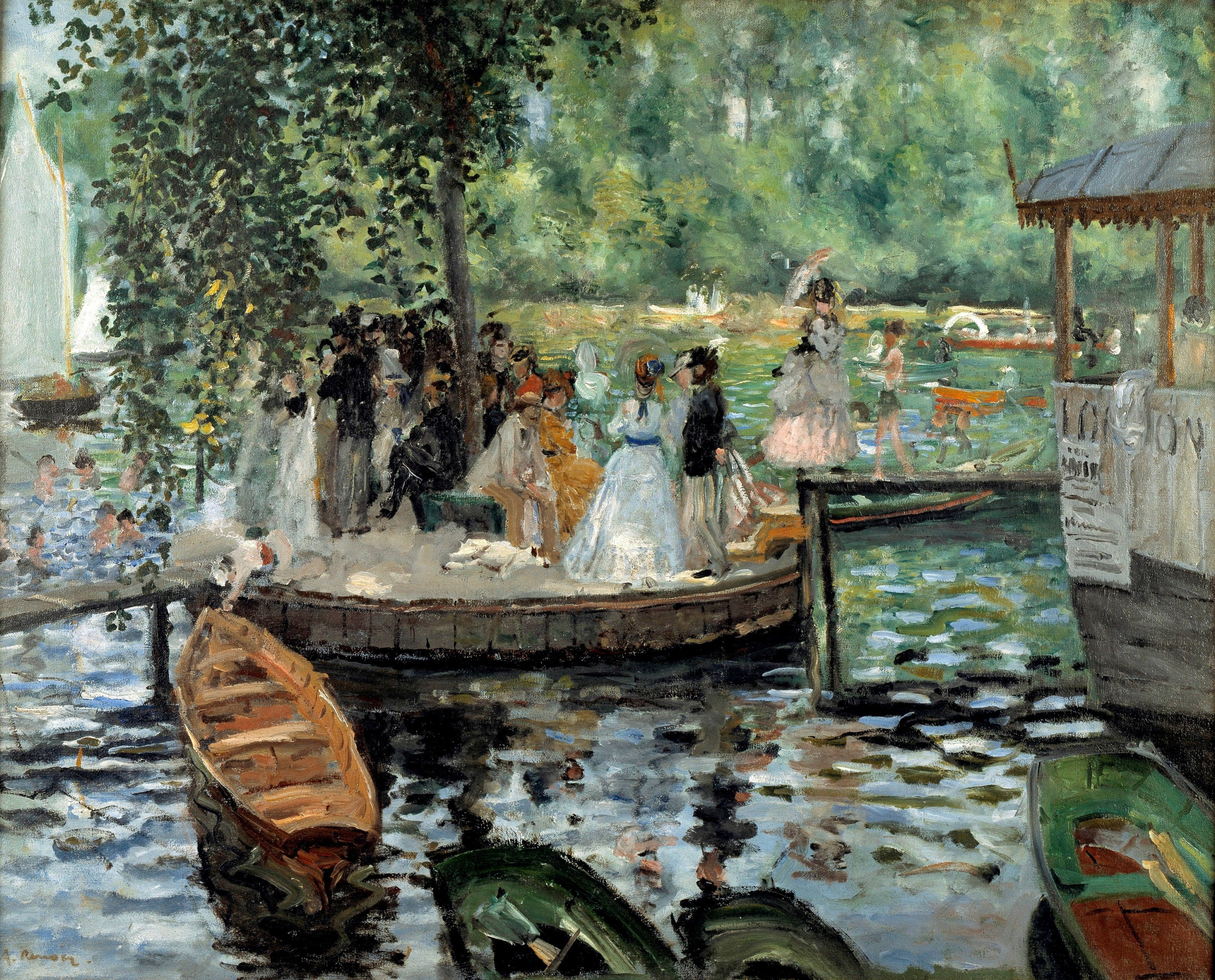
Renoir, La Grenouillère, Stoccolma